# یان کیه‌پورا
یان کیه‌پورا (لهستانی: Jan Wiktor Kiepura؛ ‏ ۱۶ مهٔ ۱۹۰۲ – ۱۵ اوت ۱۹۶۶) خوانندهٔ تنورِ اپرا و بازیگر مشهور اهل لهستان بود. وی برندهٔ نشان افتخار تولد لهستان و لژیون دونور فرانسه شد.
از فیلم‌هایی که وی در آن‌ها نقش داشته است، می‌توان به غیرقابل‌تصور، قلبم تو را می‌خواند، سپاسگزار، بانو، قلبم تو را می‌خواند، قلبم ندا می‌دهد، شهر آوازه‌خوانی و شهر ترانه اشاره نمود.